# Nicola Zingarelli
Pour les articles homonymes, voir Zingarelli.
Nicola Zingarelli (prononcé : [niˈkɔːla dziŋɡaˈrɛlli] né le 31 août 1860 à Cerignola et mort le 6 juin 1935  à Milan, est un philologue italien.

## Biographie
Nicola Zingarelli est en particulier connu comme l'auteur du Vocabolario della Lingua Italiana, dictionnaire de référence de la langue italienne qu'il réalise entre 1912 et 1917, publié pour la première fois en 1922. Dans l'actualité, une nouvelle version mise à jour du Vocabolario est publiée chaque année par Nicola Zanichelli Editore.